# Антимакассар

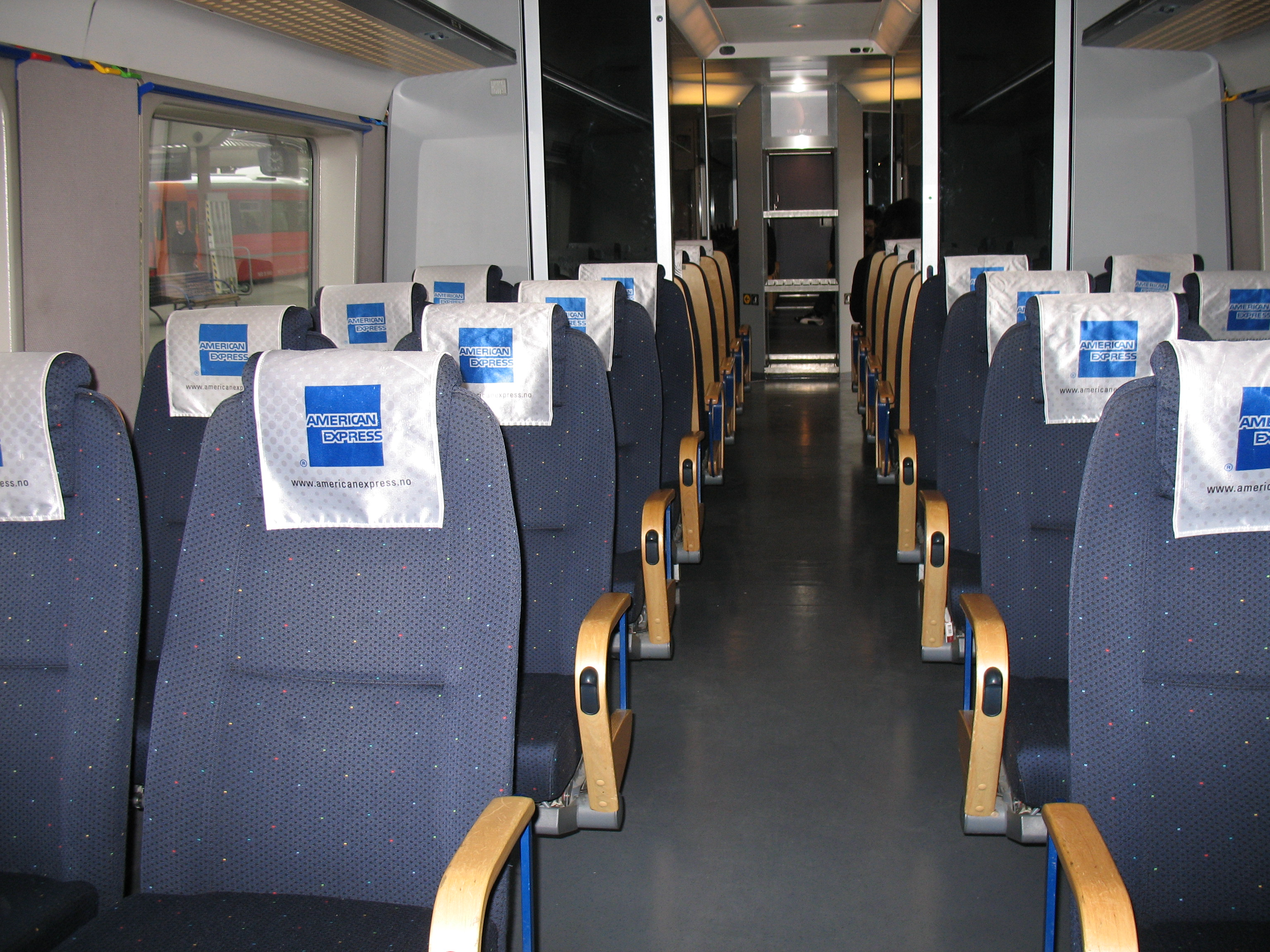
Антимакассары на подголовниках сидений в железнодорожном вагоне

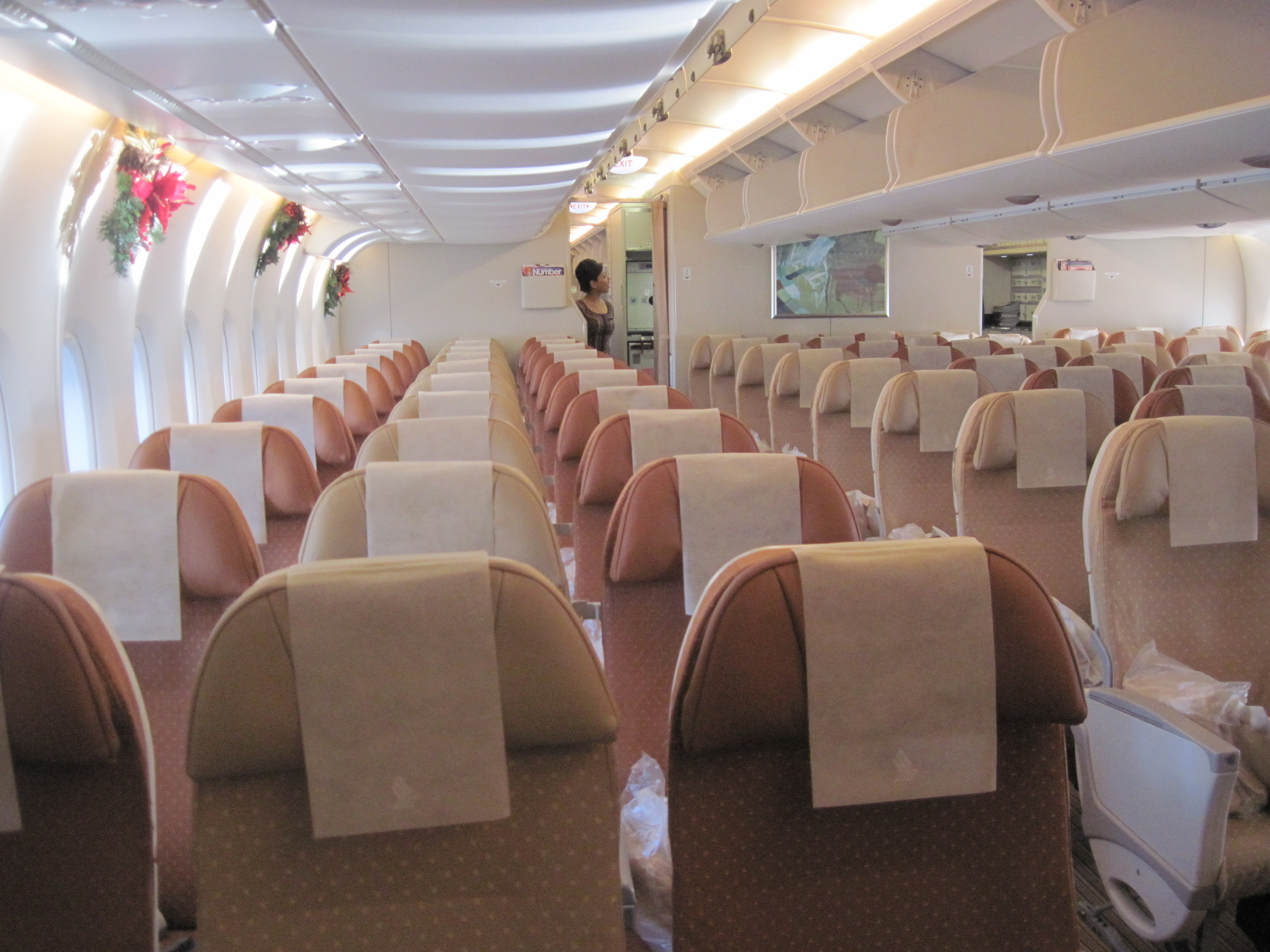
Антимакассары на сидениях в салоне Airbus А380

Антимака́ссар — тканевая или бумажная салфетка различной величины и формы (чаще прямоугольной), которая кладётся на спинки и подлокотники мягких диванов и кресел, чтобы предотвратить загрязнение обивки мебели. Название происходит от макассарового масла, которым мужчины в викторианской Англии укладывали причёски. Оно было настолько жирным, что для защиты мебели от него на неё надевали специальную материю — антимакассар.

## История
В начале XIX века в Англию импортировалось масло с острова Целебес (сейчас Сулавеси, Индонезия). Главный город острова называется Макассар, и по его названию масло стало именоваться макассарским. Само оно добывалось из плодов дерева шлейхера трёхпарная (Schleichera oleosa, семейство Сапиндовые). В Англии его ароматизировали и продавали как полезную мазь для волос, а также рекламировали как средство от облысения.
Масло стало популярно у мужчин, которые стали смазывать им волосы для фиксации причёски (в дальнейшем это масло стало одним из ингредиентов для изготовления бриолинa). По мере распространения моды на эту мазь хозяйки домов стали накрывать спинки мягкой мебели, которых касались головы, кусками недорогой стирающейся ткани. Поначалу цель была одна — уберечь дорогую обивку от несмываемых пятен масла, но вскоре вязаные и саморучно вышитые порой из шёлка или шерсти накидки стали также своеобразным украшением, гордостью рукодельниц. Примерно с 1850 года такие накидки стали называть антимакассарами. А с 1865 года ими стали накрывать и спинки кресел в театрах.
Антимакассары обычно используют на подголовниках сидений самолётов, поездов и автобусов.